# ماهش تاکور
ماهش تاکور (به انگلیسی: Mahesh Thakur) (زاده ۱ اکتبر ۱۹۶۹) بازیگر هندی است.
از فیلم‌هایی که وی در آن نقش داشته است می‌توان به (جی هو) اشاره کرد.

## فیلم‌شناسی
فهرست برخی از فیلم‌هایی که ماهش تاکور در آنها به ایفای نقش پرداخته است:
- جی هو
- دوستی
- ما با هم هستیم
- تو مرا دیوانه کردی
- باران
- آکاش وانی
- شیرینی
- حقیقت ۲
- سلفی